# 北畠顕成
北畠 顕成（きたばたけ あきなり）は、南北朝時代の公卿。贈右大臣北畠顕家の嫡男である。南朝に仕えたが、事績には不明な点が多い。後世の所伝では、『太平記』作者の一人、また浪岡氏や村上水軍の祖に擬せられる。

## 経歴
後醍醐天皇のために忠死した北畠顕家の遺児であることから、南朝で相当の寵愛を受けていたであろうと想像されるが、それを物語る史料は確認できない。正平一統の正平7年（1352年）1月従四位上に昇叙したのが初見。やがて累進して公卿に列し、天授4年/永和4年（1378年）従二位権大納言に叙任されたというが、さらに内大臣へ昇進したことを示唆する史料があり、これが極官であろう。一説には、出家して行意と号したとされる。『南朝公卿補任』には元中3年2月28日（1386年3月28日）に薨去したと伝えるが、これは以下に諸説として列挙する所伝と必ずしも符合しない。

## 諸説
近世史書には顕成の事績について触れたものがあるが、これらの所伝は史料不足のため真偽が定かでなく、以下に諸説として列挙するに留める。
- 『太平記』の作者

『太平記評判秘伝理尽鈔』は、『太平記』作者の一人として顕成の名を挙げている。同書によれば、顕成は26歳で出家して行意と号し、多武峰に退いて児島高徳や日野蓮秀らと共に『太平記』の一部を執筆･校閲したという。顕成の出家を伝える史書として、他に『南山要記』･『南朝伺候略伝』がある。なお、行意は「歌道の達者」であったというが、顕成の和歌は1首も伝わっておらず、歌人としての活動は確認できない。あるいは、鎌倉時代初期の勅撰歌人行意との混同があるか。
- 懐良親王に従軍

『北畠准后伝』・『南朝編年記略』は、顕成が九州に下って征西将軍懐良親王に従軍したとする。後者によると、顕成の従二位権大納言叙任は、吉野帰参後にその勲功を賞したものとされる。別に筑紫で戦死したと注する系図もあるが、これは筑後川の戦いで討死した「北畠源中納言」を顕成に比定したためか。
- 浪岡北畠氏の祖

一方で顕成が陸奥に下ったとする所伝もある。浪岡氏関連の系図がそれで、『応仁武鑑』･『津軽旧記』によれば、顕成は正平2年（1347年）霊山城陥落の後、南部氏の庇護の下で船越（岩手県山田町）に居を構えたが、文中2年（1373年）安東氏の招請で浪岡（浪岡町）に入部し、その子孫が土着して浪岡氏を称したという。その菩提所である京徳寺の過去帳には、忌日を応永9年8月7日（1402年9月4日）、法号を恵林院とする。しかし、北畠氏一族が浪岡に依拠した時期や人物については異説が多く、応永年間に孫の顕邦が入部したとする説の他、建徳年間の守親入部説や元中年間の親統入部説などがあり、何れも事実関係を確認できない。
- 後期村上水軍の祖

『後太平記』･『予陽盛衰記』によると、後期村上水軍の祖村上師清は北畠顕家の遺児であるとされ、父戦死後は信濃に蟄居していたが、雑賀衆の協力を得て伊予大島に進出し、村上義弘の跡を継いだという。能島村上氏の系図ではこの師清を顕成と同一人とするが、何れも名門志向意識に基づく仮冒であろう。